# Better Man (película)
Better Man es una película musical biográfica de 2024 coescrita, producida y dirigida por Michael Gracey sobre la vida del cantante inglés Robbie Williams. Williams es retratado como un chimpancé antropomórfico con imágenes generadas por computadora (CGI), interpretado por Jonno Davies mediante captura de movimiento, y con las voces de Williams y Davies. Steve Pemberton, Kate Mulvany, Alison Steadman y Damon Herriman también protagonizan. El título proviene de la canción homónima del álbum Sing When You're Winning de 2000 de dicho cantante. 
Better Man se estrenó en el 51.º Festival de Cine de Telluride el 30 de agosto de 2024, y se estrenó en Estados Unidos el 25 de diciembre de 2024 y en Australia y el Reino Unido al día siguiente. La película recibió reseñas positivas de los críticos, ganó nueve Premios AACTA, incluyendo Mejor Película, y fue nominada a Mejores Efectos Visuales en los 30.º Premios de la Crítica Cinematográfica, los 78.º Premios de Cine de la Academia Británica, los 23.º Premios de la Sociedad de Efectos Visuales y los 97.º Premios de la Academia. Fue un fracaso de taquilla, habiendo recaudado 22,5 millones de dólares con un presupuesto de 110 millones.

## Trama
La película cuenta la vida del cantante británico Robbie Williams pero con Robbie Williams siendo retratado por un chimpancé antropomórfico ya que, en sus propias palabras, "siempre se ha sentido menos evolucionado que otras personas". 
En los años 80´s en la ciudad de Stroke-on-Tent de Inglaterra, un Robbie de 8 años es humillado durante un partido de futbol y se marcha enojado. En casa, Robbie encuentra consuelo en su abuela Betty y su padre Peter quien le enseña a cantar en un estilo inspirado en Frank Sinatra, sin embargo a veces provoca que Robbie se sienta inútil. Durante una obra escolar, Robbie se recupera de un accidente y logra impresionar a la audiencia, sin embargo su felicidad no dura mucho ya Peter decide abandonar a la familia. Robbie se aferra a las cosas de su padre las cuales rescata de la basura antes de mudarse a un hogar más pequeño ("Feel"). 
Durante su adolescencia, Robbie declara sus intenciones de convertirse en un cantante famoso pese a las críticas que recibe de su orientador vocacional. Su perseverancia rinde frutos cuando se entera de una audición para una boy band en Mánchester. Inicialmente siendo rechazado, su confianza y carisma lo ayudan a conseguir un puesto en la banda Take That.
Los inicios de la banda son marcados por shows en clubs gay mientras construyen una base de fanáticos ("I Found Heaven"). El grupo decide cambiar su enfoque hacia chicas adolescentes lo cual los lleva al estrellato ("Rock DJ"). Conforme su fama crece, Robbie lucha contra las dudas que tiene de sí mismo, problemas con su mánager Nigel Martin-Smith sobre el control creativo de la banda y su abuso de drogas ("Relight My Fire"). Estas situaciones terminan provocando que Robbie sea despedido de la banda después de una reunión en la mansión de su compañero Gary Barlow. 
Después de su partida, Robbie cae en una espiral de adicciones la cuales son marcadas por alucinaciones que simbolizan su dolor interno ("Come Undone"). A pesar de sus problemas para arrancar una carrera como solista, Robbie inicia una relación con Nicole Appleton, miembro del popular grupo de pop All Saints ("She´s the One"), al mismo tiempo inicia una colaboración con el escritor Guy Chambers la cual logra popularizar su carrera ("Something Beautiful"). Robbie lanza su primer álbum en solitario: "Life thru a lens", el cual, logra solidificar su éxito ("Land of 1000 Dances") sin embargo su vida personal sigue siendo problemática, su relación con Nicole termina abruptamente y sufre la pérdida de su abuela Betty ("Angels").
En el festival de Knebworth, Robbie enfrenta un punto crucial de su vida ("Let Me Entertain You"). Cantando para 125,000 fanes, Robbie se paraliza del miedo y batalla con su decayente salud mental. En una secuencia simbólica, Robbie tiene una violenta batalla con varias encarnaciones de sí mismo en el pasado, esto incluye a una versión de él cuando es niño a la cual apuñala lleno de ira. Robbie tiene problemas para terminar el concierto lo que provoca que se dé cuenta que debe enfrentar sus problemas.
Robbie entra en rehabilitación donde es sometido a un duro proceso de desintoxicación para mejorar su vida. Se reconcilia con sus amigos y familiares, incluidos su amigo Nate y su exnovia Nicole. Robbie visita la tumba de Betty donde encuentra paz y se compromete a ser una mejor versión de sí mismo ("Better Man").
Durante su concierto en el Royal Albert Hall, Robbie se reconcilia con su padre Peter en el escenario mientras ambos cantan "My Way" de Frank Sinatra. Robbie rinde tributo a su madre y a Betty, finalmente Robbie logra enfrentar a visiones de sí mismo y las transforma de antagonistas a fuentes de crecimiento personal. Robbie ve a su versión de niño y le reafirma que su propósito es inspirar y entretener ("Forbidden Road").

## Elenco
- Robbie Williams como la voz de sí mismo, narrando gran parte del filme
  - Jonno Davies como la motion capture y voz de Robbie Williams en su juventud y adultez
  - Asmara Feik y Carter J. Murphy como la motion capture y la voz de Robbie Williams en su infancia, respectivamente
  - Adam Tucker provee la voz adicional de Robbie Williams en la mayoría de las canciones
- Kate Mulvany como Janet Williams
- Steve Pemberton como Peter Conway/Williams
- Alison Steadman como Bertha "Betty" Williams-Talbot
- Frazer Hadfield como Nate
  - Leatham Blisand como Nate preadolescente
  - Jasper Hall como Nate joven
- Damon Herriman como Nigel Martin-Smith
- Raechelle Banno como Nicole Appleton
  - Kayleigh McKnight provee la voz de Nicole en canciones
- Tom Budge	como Guy Chambers
- Jake Simmance como Gary Barlow
  - Tom Bales provee la voz de Gary en canciones
  - Rafferty Gleeson como Gary joven
- Liam Head como Howard Donald
- Chase Vollenweider como Jason Orange
- Jesse Hyde como Mark Owen
- Anthony Hayes como Chris Briggs
- John Waters como Michael Parkinson
- Leo Harvey-Elledge como Liam Gallagher
- Chris Gun como Noel Gallagher
- John O'May como Terry Swinton

## Producción

### Desarrollo
El proyecto se anunció por primera vez en febrero de 2021 como coescrito y dirigido por Michael Gracey con Oliver Cole y Simon Gleeson también en créditos de coautoría, y Gracey también produciendo junto a Jules Daly para Big Red Films y Craig McMahon para McMahon International. Más tarde ese mismo año se informó que la financiación también llegó a través de los programas de incentivos Producer Offset y Film Victoria del gobierno australiano. La película será distribuida en Australia y Nueva Zelanda por Roadshow Films, mientras que las ventas internacionales estarán a cargo de Rocket Science.
Descrito como un musical satírico, se informa que el proyecto abarca tres décadas del estrellato de Robbie Williams, desde su primer éxito en el grupo de música popular Take That hasta los altibajos de su carrera. Se informó que el proyecto tenía como objetivo "reinterpretar y recontextualizar" algunas de sus canciones.

### Fundición
Williams se interpretó a sí mismo con Jonno Davies interpretando la versión más joven. Williams describió el proceso de filmación como “súper extraño” porque se encontraba “sentado con maquillaje y la señora que interpretaba a tu abuela estaba sentada a tu lado, y las personas que interpretaban a tu mamá y papá”. Jonno Davies interpreta a Williams como un chimpancé CGI, utilizando tecnología de captura de movimiento.
Otros miembros del reparto incluyen a Steve Pemberton, Alison Steadman, Anthony Hayes, Damon Herriman y Kate Mulvany, mientras que los compañeros de banda de Williams en Take That serán interpretados por Jake Simmance (Barlow), Liam Head (Donald), Jesse Hyde (Owen) y Chase Vollenweider (Orange). Los efectos visuales fueron proporcionados por Wētā FX.

### Rodaje
La fotografía principal se llevó a cabo en Docklands Studios Melbourne, en mayo y junio de 2022. Las filmaciones de escenas de su concierto 'Live At The Albert' de 2001 se filmaron en el Royal Albert Hall de Londres durante las apariciones de Williams en conciertos allí el 6 y 7 de noviembre de 2022. El público podía conseguir entradas a precio de ganga para asistir a los conciertos vestido de noche. El rodaje también tuvo lugar en Londres en marzo de 2023.

## Música
Según se informa, las canciones de Robbie Williams que aparecerán en la película incluyen "She's The One", "Angels" y "Let Me Entertain You". Gracey dijo que las canciones serán “recantadas” para adaptarse a “la emoción del momento” en la película. La banda sonora original fue compuesta por Batu Sener. El 22 de noviembre de 2024, Williams lanzó el sencillo "Forbidden Road", extraído de la banda sonora de la película; alcanzó el puesto número 20 en la lista de descargas de sencillos del Reino Unido.

## Lanzamiento
Better Man se estrenó en el Festival de Cine de Telluride y también se proyectó en el Festival Internacional de Cine de Toronto el 10 de septiembre de 2024. Además, la película inauguró el 55.º Festival Internacional de Cine de la India el 20 de noviembre de 2024.
La película fue estrenada en cines en Australia el 26 de diciembre de 2024; un estreno limitado en cines en los Estados Unidos comenzará el 25 de diciembre, con un estreno más amplio programado para el 10 de enero de 2025.

## Recepción

### Respuesta crítica
En el sitio web agregador de reseñas Rotten Tomatoes, el 88% de las 41 reseñas de los críticos son positivas, con una calificación promedio de 7/10. Metacritic, que utiliza un promedio ponderado, asignó a la película una puntuación de 74 sobre 100, basada en 12 críticos, lo que indica críticas "generalmente favorables".

### Reconocimientos
La canción “Forbidden Road” de la película fue nominada a Mejor Canción Original en los 82.º Premios Globo de Oro. Inicialmente fue preseleccionada para el Premio de la Academia a la Mejor Canción Original en la 97.ª edición de los Premios de la Academia, pero fue descalificada unos días después tras descubrirse que incorporaba material de otra canción.
Better Man recibió un récord de 16 nominaciones en los Premios AACTA 2025.